# Lycée Colbert (Paris)
Pour les articles homonymes, voir Lycée Colbert.
Le lycée Colbert est un établissement scolaire parisien disposant de 630 places réparties sur 9 classes de seconde, 6 classes de première et 6 classes de terminale.
Le lycée Colbert comprend 21 classes d'enseignement général. C’est le seul lycée d’enseignement général du 10e arrondissement de Paris. Il propose 9 des 12 spécialités à choisir pour le baccalauréat : arts plastiques ; humanités littérature et philosophie ; mathématiques ; sciences économiques et sociales ; langues littérature et civilisation étrangère ; sciences physiques ; sciences de la vie et de la Terre ; sciences numériques et informatique ; histoire, géographie, géopolitique, sciences politiques. À ces spécialités s'ajoutent des enseignements optionnels : latin/grec ancien, arts plastiques, théâtre (EIE), russe (EIE) et suédois (EIE).
Situé 27 rue du Château-Landon (10e arrondissement de Paris), le lycée est desservi par les stations de métro Louis Blanc (lignes 7 et 7 bis) et Stalingrad (lignes 2, 5 et 7).

## Histoire
Fondé en 1868 en tant qu'École primaire supérieure (EPS) — la deuxième à Paris après l'école Turgot — par Émile Marguerin, l'établissement est construit de 1866 à 1877 sur les plans de l'architecte Édouard-Auguste Villain (1829-1876). Le plan de l'édifice est en forme de trapèze isocèle, épousant les limites du terrain. Il compte deux préaux intérieurs, bordant une cour ombragée de platanes. L'EPS devient « collège moderne » en 1942, puis lycée en 1959.
Des plaques commémoratives rendent hommage aux élèves du lycée morts pendant les deux guerres mondiales.

## Indicateurs
|    | 2012 | 2013 | 2014 | 2015 | 2016 | 2017 | 2018 |
| -- | ---- | ---- | ---- | ---- | ---- | ---- | ---- |
| L  | 74 % | 74 % | 80 % | 77 % | 84 % | 85 % | 93 % |
| ES | 78 % | 81 % | 78 % | 82 % | 74 % | 87 % | 87 % |
| S  | 75 % | 77 % | 77 % | 73 % | 83 % | 91 % | 81 % |

En 2018, le lycée Colbert est classé 88e sur 108 sur le plan départemental et 1 443e sur 2 277 sur le plan national.

## Patrimoine

### Un fonds photographique de la Belle Époque
En mai 2013 a été découverte par hasard une quarantaine de boîtes en bois contenant des séries de vues photographiques sur plaques de verre, datant de la fin du XIXe siècle et du début du XXe siècle. Les 1 816 plaques de verre concernent la France et l’Europe et donne à voir une représentation française du monde de la Belle Époque. Elles étaient utilisées comme matériel pédagogique, mais aussi pour des projections lors de conférences populaires, organisées pour un public d’adultes. Ce fonds photographique a fait l’objet d’un important travail de valorisation mené par le LabEx EHNE, auquel les élèves du lycée Colbert ont été associés. Une exposition photographique, « L’Europe en 1900 » a été montée en mai 2014, d'abord au lycée, puis à la Maison de la recherche de l'université Paris-Sorbonne, puis à la Maison de l’Europe à Nantes, puis à la BU Lettres et sciences humaines et à la bibliothèque Paul-Bois (CRHIA) de Nantes.

### Une collection de modèles anatomiques et naturalistes
Le lycée possède également une collection de modèles anatomiques et naturalistes du Dr Louis Auzoux (1797-1880). Ces modèles étaient réalisés avec du papier mâché, en superposant des couches de papier pour former une structure creuse qui pouvait, en changeant les couleurs du papier, donner une apparence réaliste ou symboliser le fonctionnement des organes.

### Un buste de Colbert par Alexandre Oliva
Dans l'escalier principal se trouve un buste de Colbert réalisé par le sculpteur roussillonnais Alexandre Oliva en 1872.

## Personnalités liées au lycée
Le lycée Colbert compte parmi ses anciens élèves des personnalités comme :
- Jean Anouilh
- Paul Éluard
- Pierre Dac
- Amel Bent
- Bernard Mabille[10][réf. incomplète]
- Anne Marivin

Mazarine Pingeot y a été professeure de philosophie.